# Heteragrion chlorotaeniatum
Heteragrion chlorotaeniatum – gatunek ważki z rodziny Heteragrionidae. Występuje na terenie Ameryki Południowej.